# チシマアマナ
チシマアマナ（千島甘菜、学名：Lloydia serotina ）は、ユリ科チシマアマナ属の多年草。別名チシマソウ。

## 特徴
地下にある鱗茎は細長く長さ4-7cmになり、灰黒色の繊維に包まれる。根出葉はふつう2万個で、形は線形で長さ7-20cm、幅1cmになり、横断面は半円形になる。葉腋から花茎を出し、高さ7-15cmになり、2-4個の茎葉がまばらに互生する。茎葉は線形または線状披針形で、長さ0.5-3.5cm、幅1-2mmになり、基部は茎を抱き、上部につくものほど小さくなる。
花期は6-8月で、花茎の先にふつう1個の白色の花をつけ、花は径1.5cmの広鐘形となる。花被片は6個で、狭い長楕円形で長さ10-15mmになり、内側の基部近くに黄赤色の腺体がある。雄蕊は6個あり、花被片のほぼ半分の長さとなる。子房は楕円体で、花柱は子房より短い。果実は蒴果で、3稜がある広い楕円体になり、長さは7mmになり、熟すと裂開する。種子は長さ3mmになり3稜がある。

## 分布と生育環境
日本国内では、北海道、本州中部地方以北（早池峰山、八幡平、谷川岳、至仏山、中部地方）に分布し、高山帯の乾いた草地、岩礫地に生育する。国外では、千島列島、樺太、朝鮮半島、中国大陸、ヒマラヤ、コーカサス、北アメリカ、ヨーロッパなど北半球の寒帯に広く分布する。

## 名前の由来
和名チシマアマナは千島甘菜の意で、アマナ Amana edulis に似た植物であり、最初に千島列島のウルップ島で採集されたことによる。

## 近縁種
- キバナノアマナ属 Gagea
  - キバナノアマナ Gagea lutea
  - ヒメアマナ Gagea japonica
  - エゾヒメアマナ Gagea vaginata
- チシマアマナ属 Lloydia
  - チシマアマナ Lloydia serotina
  - ホソバノアマナ Lloydia triflora
- アマナ属 Amana
  - アマナ Amana edulis
  - ヒロハノアマナ Amana erythronioides